# 米拉索尔
迈拉索尔是巴西圣保罗州的一个市镇。总面积243.802平方公里，总人口55009人，人口密度225.6人/平方公里。